# Kanton Alsleben
Der Kanton Alsleben (Ausspracheⓘ) war eine Verwaltungseinheit im Distrikt Halle des Departements der Saale im napoleonischen Königreich Westphalen. Hauptort des Kantons und Sitz des Friedensgerichts war Alsleben im heutigen Salzlandkreis. Der Kanton umfasste eine Stadt, sechs Gemeinden und mehrere Weiler, war bewohnt von 4075 Einwohnern und hatte eine Fläche von 1,19 Quadratmeilen. Er ging aus dem sächsisch-mansfeldischen Amt Arnstein hervor.
Die zum Kanton gehörigen Ortschaften waren:
- Alsleben, Stadt und Dorf
- Zeitz
- Belleben
- Piesdorf mit Naundorf
- Strenz
- Nelben
- Gnölbzig